# Lisa's Belly
«Lisa's Belly» (titulado «La barriguita de Lisa» en Hispanoamérica y «En el clavo de Lisa» en España) es el quinto episodio de la trigésimatercera temporada de la serie de televisión animada estadounidense Los Simpson, y el 711 en total. Se emitió en los Estados Unidos en Fox el 24 de octubre de 2021. El episodio fue dirigido por Timothy Bailey y escrito por Juliet Kaufman.
En este episodio, Marge y Lisa visitan a un hipnoterapeuta después de que Marge accidentalmente hace que Lisa se sienta insegura sobre su peso. Renee Ridgeley interpretó a la Dra. Wendy Sage. El episodio recibió críticas positivas.

## Trama
En un parque acuático abandonado (una parodia de Action Park), Bart y Lisa contraen una extraña infección, que requiere tratamiento a base de esteroides que provocan un aumento temporal de peso. Antes de volver al colegio, Marge llama a Lisa «gordita» con cariño, lo que provoca que se sienta insegura sobre su peso. Marge lleva a Lisa al centro comercial a comprar ropa para la vuelta al cole para que se sienta mejor. Más tarde dice «halagador», haciendo que la palabra «chunky» se agrande en la mente de Lisa. Lisa se pone de mal humor delante de los clientes y trabajadores, por lo que Marge la lleva a casa.
Al enterarse del incidente, Homer le pregunta a Lisa qué le pasa y se horroriza cuando ella le dice que Marge la llamó «fornida». Deja que Patty y Selma lleven a Lisa al parque, donde describen cómo ya no les importa lo que la gente piense de ellas. Más tarde, Marge se disculpa con Lisa por lo que le dijo, pero le dice a Lisa palabras como «Normal» y «Perfecta», haciendo que «Chunky» crezca más y causándole más frustración. En la tienda de pianos, Luann le habla a Marge de una hipnoterapeuta llamada Dra. Wendy Sage, que se sometió a una mastectomía y decidió no someterse a una cirugía de reconstrucción mamaria.
Lisa y Marge visitan a Sage, que utiliza la hipnoterapia con ellas, transfiriéndolas a la mente de Lisa. Ven la palabra «Chunky» que ocupa todo el espacio de su mente. Luego viajan a la mente de Marge, donde descubren que la madre de Marge le había dicho una palabra hiriente cuando era niña: «simple». La palabra ha estado en su cabeza durante años. Al darse cuenta de las inseguridades de la otra, Marge y Lisa se profesan su amor, lo que hace que «fornido» y «simple» se encojan.
Mientras tanto, cuando a Bart se le rompe la manga mientras juega al baloncesto, Jimbo, Dolph, Kearney y Nelson lo llevan a un sótano subterráneo del colegio donde le enseñan a ponerse en forma y convertirse en un hombre. Cuando Bart ve a los chicos pasando el rato con sus novias, se siente traicionado, huye del sótano y juega al baloncesto con los demás niños.
Durante los créditos, se muestra que hay palabras en las cabezas de los demás. Se muestra a Homer de niño durmiendo en una hamaca con las muchas palabras que oía de pequeño (vago, tonto, estúpido, gordo, avaricioso) esparcidas a su alrededor. La escena cambia a él de adulto, durmiendo en la hamaca, y las palabras han sido sustituidas por latas de cerveza vacías y tarros de cacahuetes en sus manos.

## Producción
El personaje de Wendy Sage fue creado y doblado por Renee Ridgeley, actriz, escritora, superviviente de cáncer de mama en la vida real y esposa del guionista de Los Simpson Matt Selman: «Aunque Sage tiene todos los signos reveladores de una superviviente de cáncer de mama: una cicatriz visible de un port-o-cath (un dispositivo utilizado para administrar quimioterapia), pelo rizado que vuelve a crecer por el tratamiento de quimioterapia, una apariencia obviamente de un solo pecho, y es visualmente cóncava en su lado de la mastectomía, el episodio no se centra en su enfermedad pasada». «Sage se muestra exactamente como es ahora», añadió. «Al vivir abiertamente como mujer de un solo pecho, envía un mensaje de aceptación y plenitud que celebran las personas de grupos marginados».

## Recepción

### Audiencia
El número de espectadores de este episodio es de 1,83 millones y fue el programa de mayor audiencia de Animation Domination esa noche.

### Respuesta de la crítica
Wendy Sage ha sido muy bien recibida por los fanáticos de Los Simpson.
Tony Sokol de Den of Geek dio al episodio 4 de 5 estrellas, afirmando «"Lisa's Belly" funciona porque su curación y aceptación viene de los lugares más improbables. Homer, Patty y Selma son lo que son y no les importa cómo los ven los demás. Esto es valioso y el mensaje es mucho más efectivo viniendo de ellos. Es un episodio muy dulce y maduro. Es una pena lo que les pasa a las Powerpuff Girls». Sobre el personaje de Wendy Sage, escribió: «La hipnoterapeuta, la Dra. Wendy Sage, a la que da voz Renee Ridgeley, es en realidad la que proporciona el mensaje no verbal más fuerte. Evidentemente, es una superviviente de cáncer de mama que ha tomado las riendas de cómo se define a sí misma, orgullosamente uni-boob, lo cual es subliminalmente tan efectivo como su cosa giratoria. La propia sesión de hipnosis rompe las barreras entre Lisa y Marge, pero esta vez es su actitud la que necesita un ajuste, y no tiene nada que ver con cuestiones corporales. Lisa piensa que la hipnosis es un poco «woo-woo», científicamente hablando, y la palabra que se ha alojado tan incómodamente en el subconsciente de Sage es «charlatán». Esto también tiene dos significados. Es la palabra que los escépticos utilizan para describir el estrafalario mundo de los profesionales de la salud mental, pero también es lo que se supone que los hipnotizadores hacen hacer a sus clientes después de las sesiones más tópicas. Esto la convierte en una víctima tan universal de las malas palabras como cualquier personaje importante».
Marcus Gibson de Bubbleblabber calificó el episodio con un 8 sobre 10, afirmando: «En general, "Lisa's Belly" continúa con la fuerza de la serie a la hora de ofrecer historias humorísticas pero cercanas que tratan temas de actualidad. Este es otro episodio que proporcionó un sano equilibrio entre la comedia y el drama en términos de representación de los problemas de la vida real y la salud mental. Ninguna palabra dañina puede impedir que esta temporada avance sin problemas».